# C. P. 스노
찰스 퍼시 스노 남작(Charles Percy Snow, Baron Snow, Kt., CBE, 1905년 10월 15일 ~ 1980년 7월 1일)은 영국의 물리학자이자 화학자, 소설가, 영문학자이다.

## 생애
잉글랜드 레스터셔주의 레스터에서 태어난 찰스 스노는 레스터 대학교에 진학한 후 화학을 전공하였으나, 2년 만에 전공을 물리학으로 바꾸어서 졸업하여, 물리학 학사 학위를 받았다. 그 후, 케임브리지 대학교의 크라이스트 칼리지에서 수학하였고, 이곳에서 분광학에 대한 연구로 물리학 박사 학위를 받았다. 이곳에서 그는 수학자 고드프리 해럴드 하디와 친분을 쌓기도 했다.
1940년부터 1944년까지는 영국 노동연금부의 기술고문으로 일하였고, 이 시기가 제2차 세계 대전 기간이었기 때문에 나치 독일의 첩보기관인 게슈타포에서 찰스 스노를 영국 내에서 활동하는 주요 인사들의 이름이 적힌 명부인 블랙 북에 등재하고 예의주시하기도 했다. 제2차 세계 대전의 종전 후 찰스 스노는 독학으로 영문학을 공부하였고, 이를 바탕으로 소설 시리즈인 《괴짜들과 형제들》을 발표하기도 하였다. 이때의 경험을 바탕으로 자연과학자들과 인문학자들 사이의 교류를 촉구하기 위하여 《두 문화》라는 책을 집필하기도 한다.
1980년에 런던의 자택에서 사망하였다.

## 서훈
- 1943년 대영 제국 훈장 3등급(CBE) 수훈[2]
- 1957년 기사작위(Knight Bachelor) 서임[1]
- 1964년 영국 상원의원 선출, 종신남작(life peer)